# Parkbänk

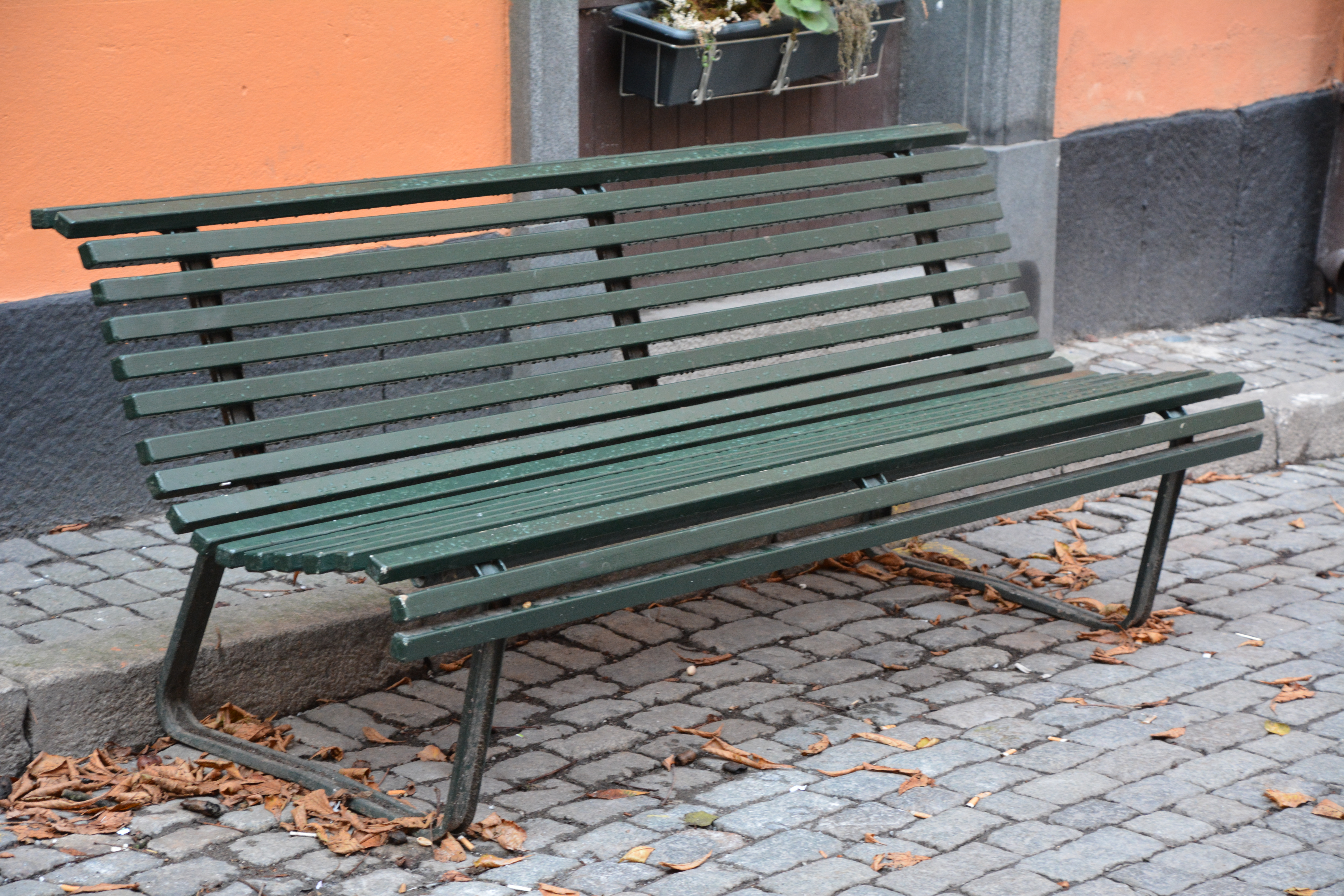
Parkbänk på Brända tomten i Stockholm av Holger Blom

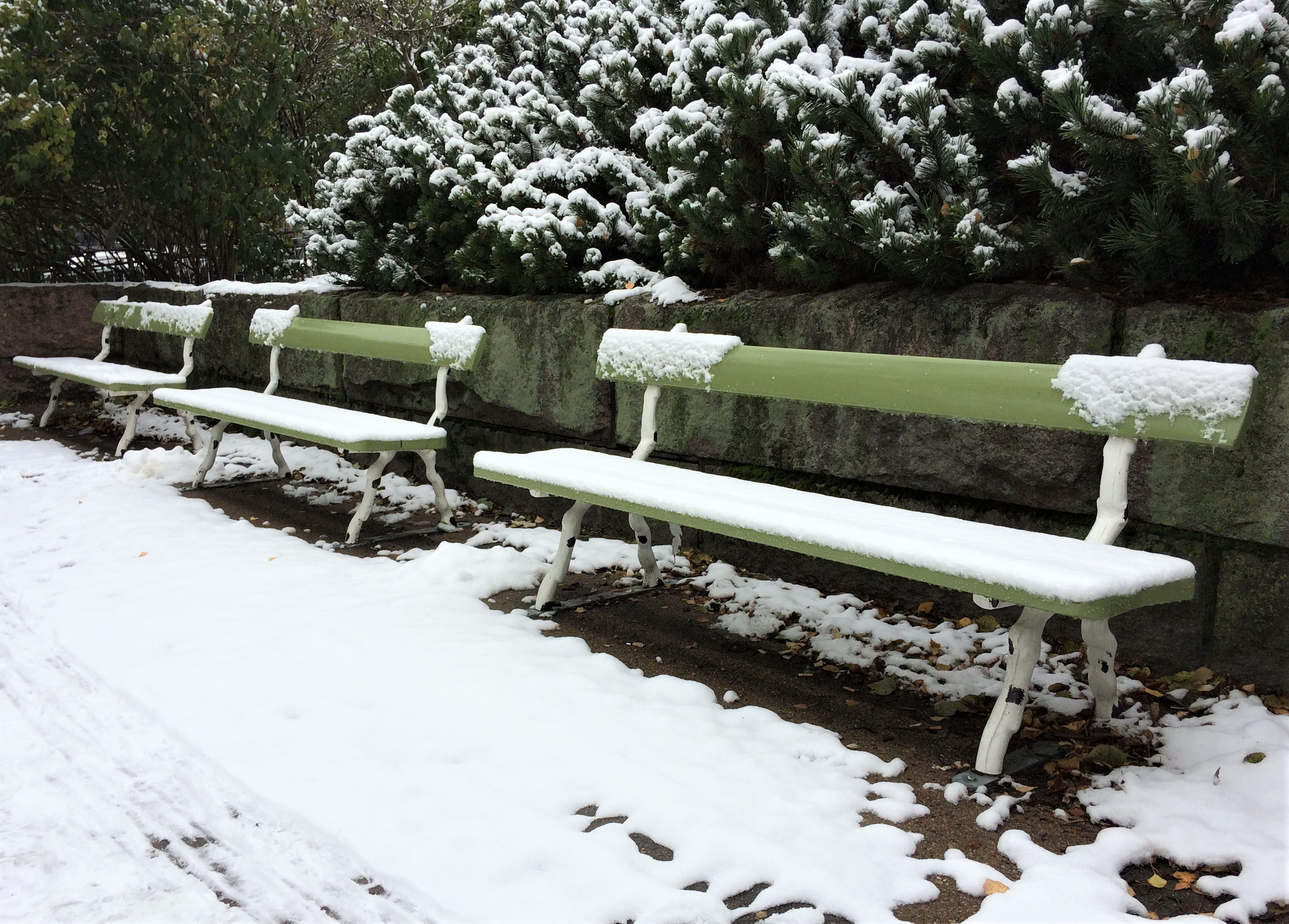
Parkbänkar i Tove Janssons park på Skatudden i Helsingfors, formgivna omkring 1890

En parkbänk, eller parksoffa är en sittbänk av metall, trä, sten eller betong eller kombination av dessa material, avsedd för att placeras utomhus på allmän plats.  
Parkbänkar, inte minst gjutna i metall, började massfabriceras under 1800-talet. En i många länder spridd modell från denna tid är "ormbunkssoffan", vilken introducerades vid den första världsutställningen, Världsutställningen 1851 i London.
I Oskarshamn finns den 72 meter långa Långa soffan.

## Bildgalleri

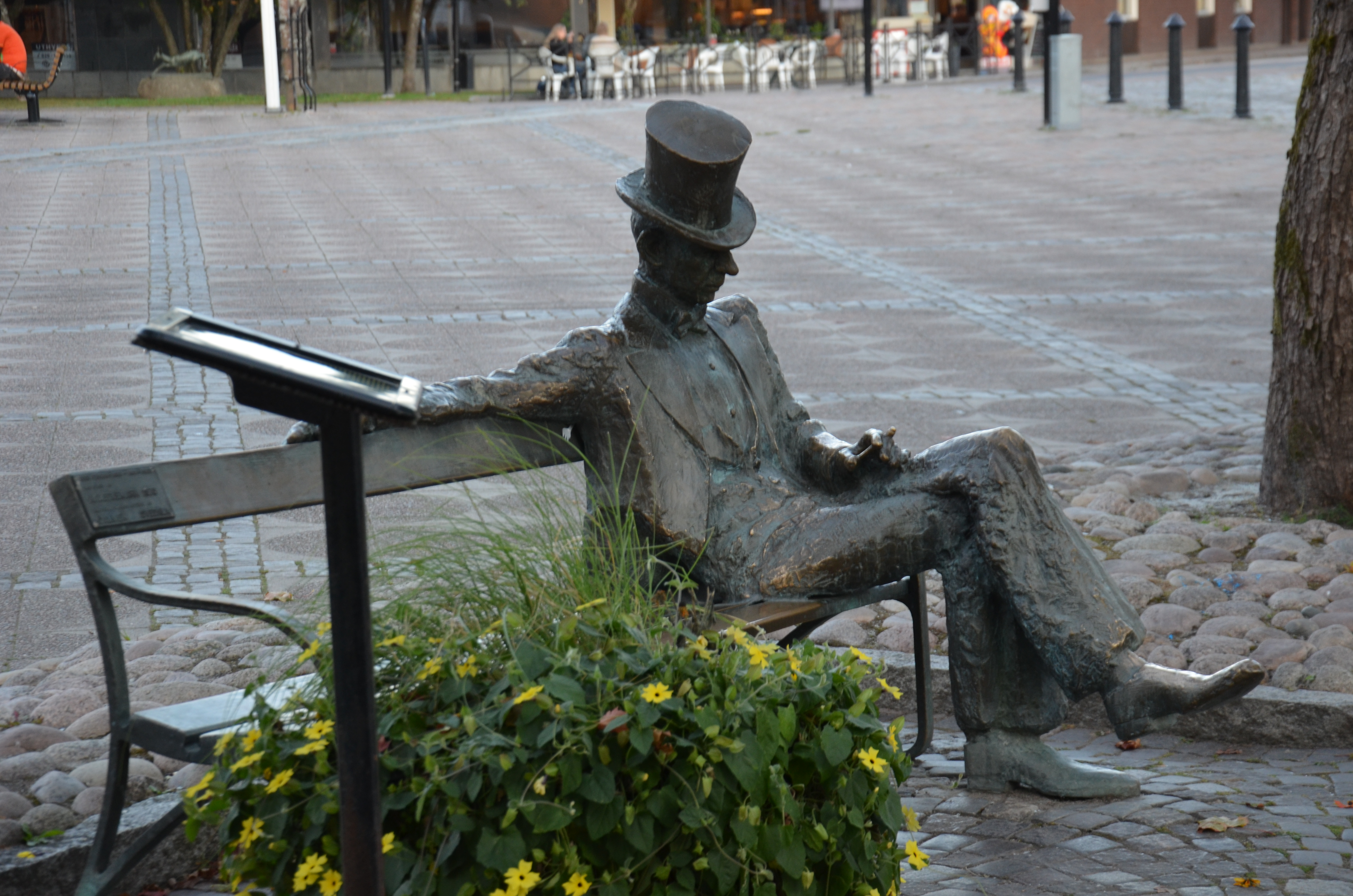
K G Bejemarks staty över Nils Ferlin i Filipstad.
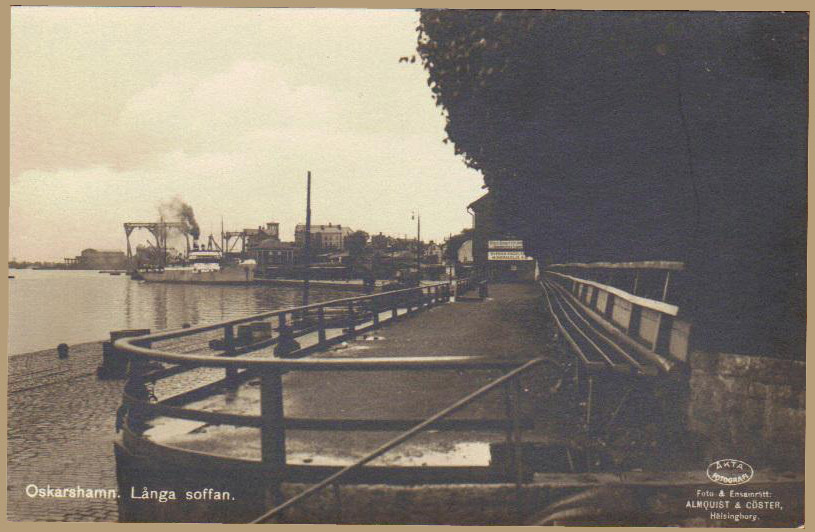
Långa soffan i Oskarshamn, före 1935.
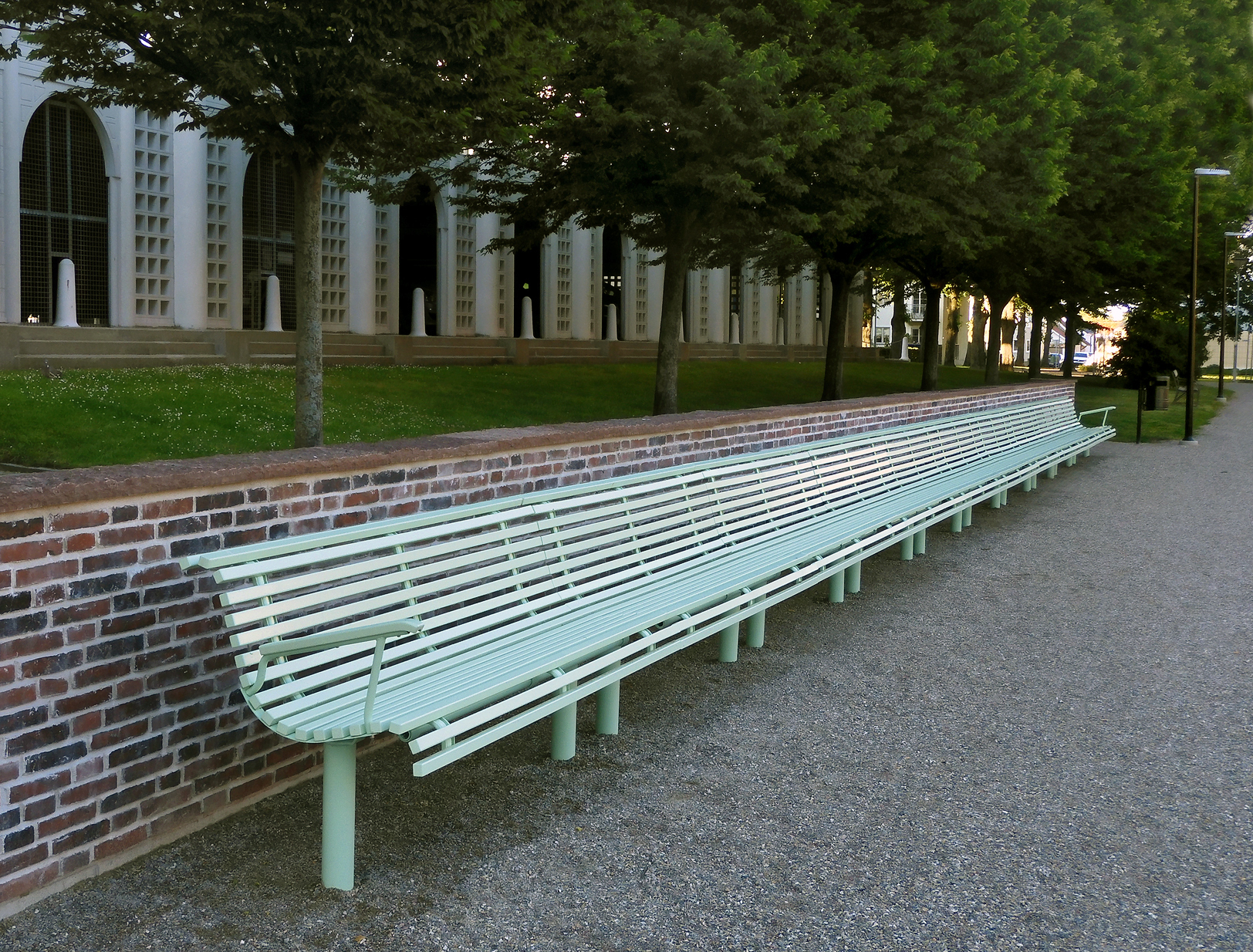
En lång parkbänk i centrala Ystad.
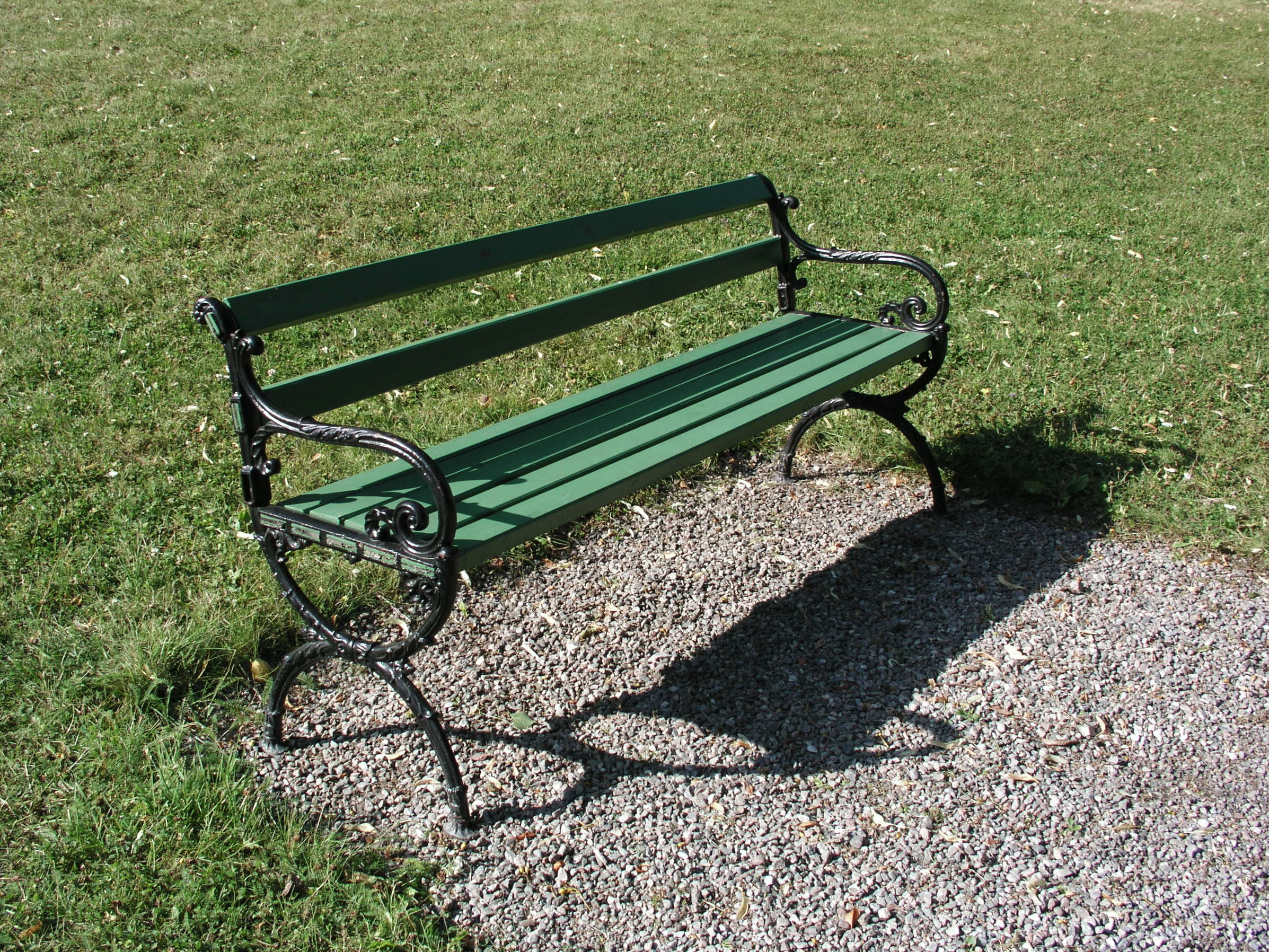
Parkbänk vid Tullgarns slott.
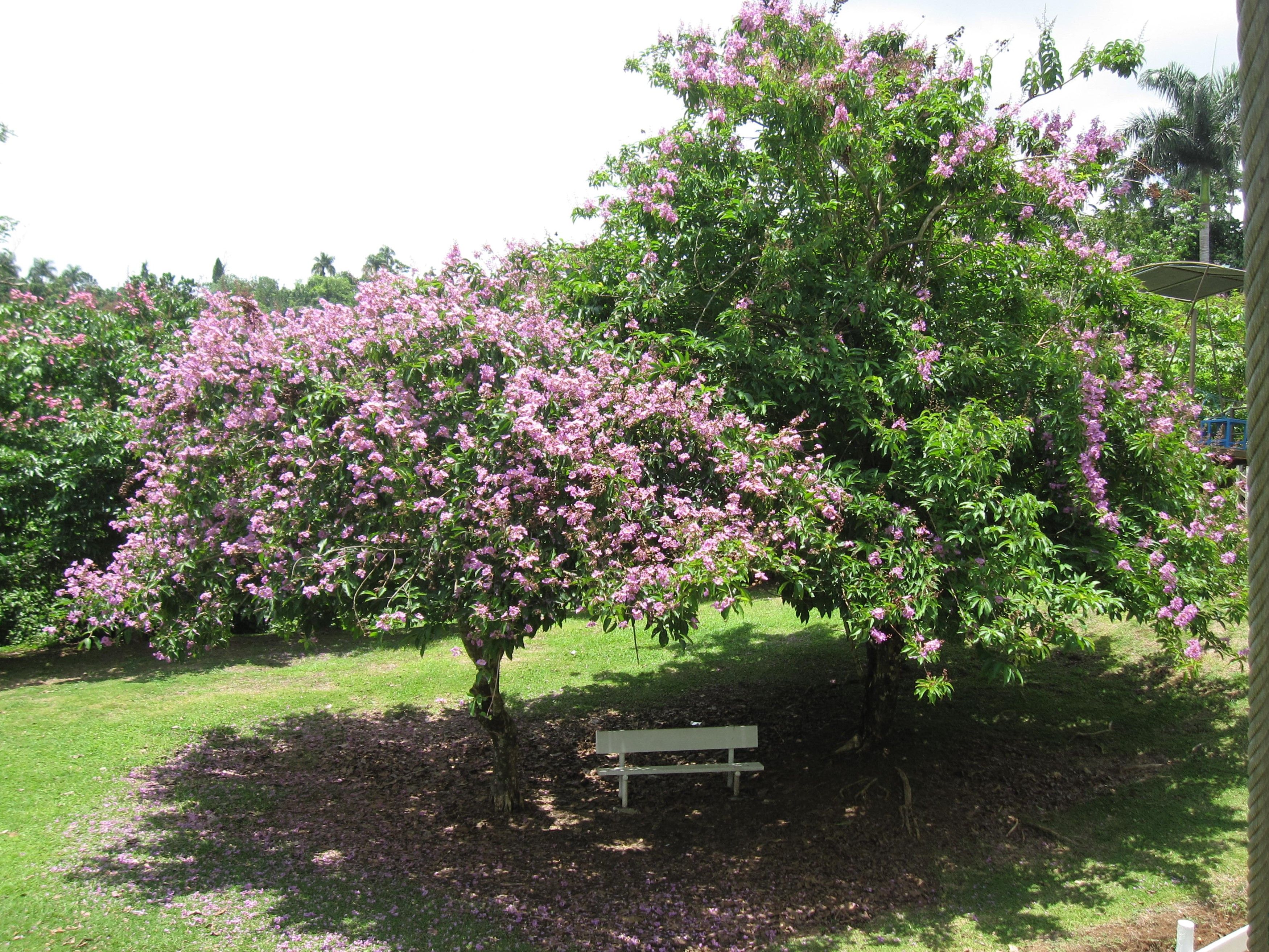
En bänk i San Sebastián.
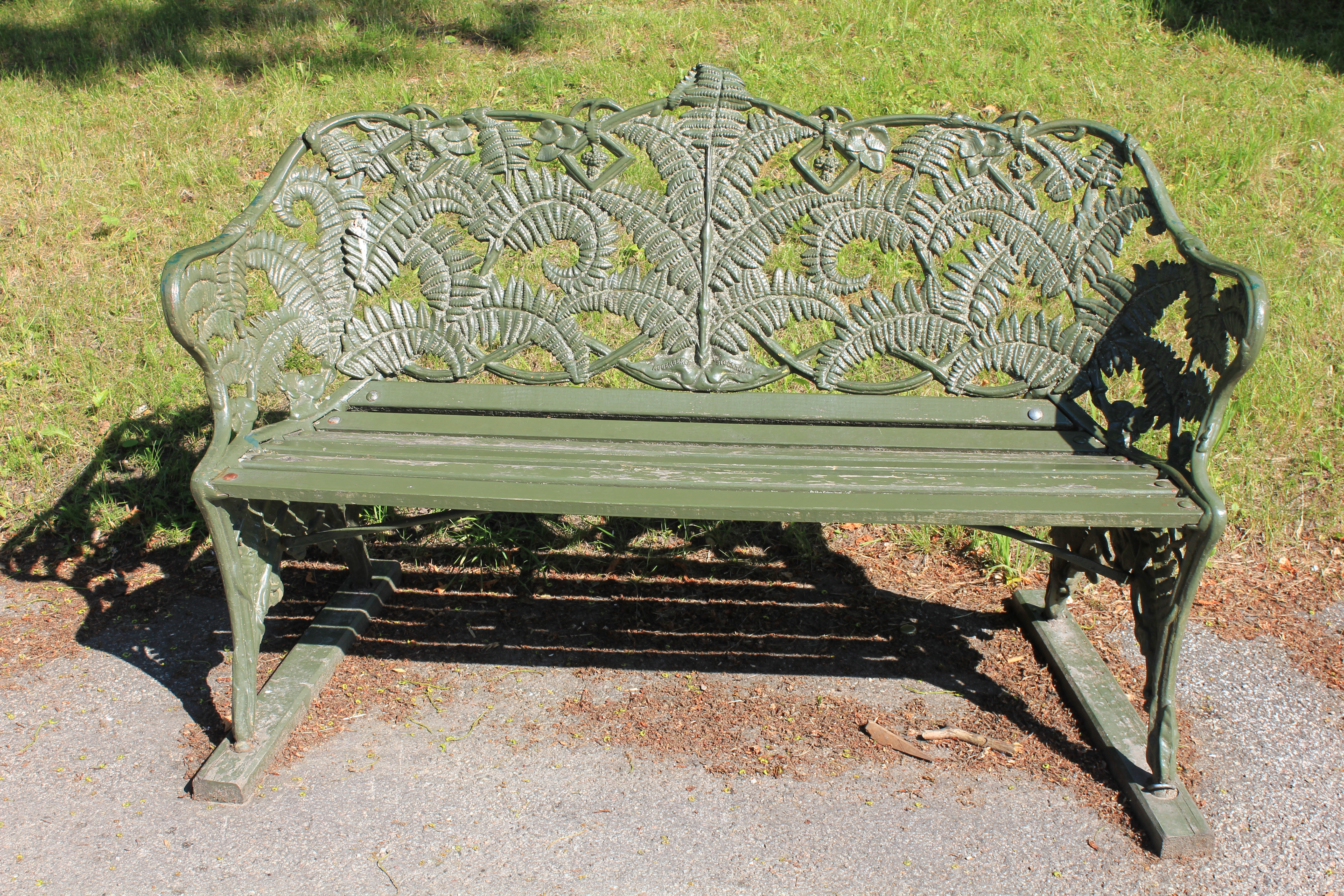
"Ormbunkssoffa" på Skansen i Stockholm